# Karl-Ludwig Weiner
Karl-Ludwig Weiner, auch Karl Ludwig Weiner (* 7. Juni 1922 in Heidelberg; † 28. Juli 2006), war ein deutscher Mineraloge und Kristallograph.
Weiner wurde 1954 an der Universität Bonn promoviert. Er war Akademischer Direktor am Institut für Kristallographie und Mineralogie der LMU in München. Weiner befasste sich mit Röntgenbeugung und -kristallographie, angewandter Kristallographie, dünnen Filmen, Archäometrie, aber auch mit Geschichte der Mineralogie und Kristallographie.
Mit seinem Kollegen Helmut Schröcke (1922–2018), Professor für Mineralogie und Kustos in München, veröffentlichte er ein Lehrbuch der Mineralogie und einen Mineralienatlas.
Er war im Redaktionsbeirat der Zeitschrift Lapis ab dem ersten Heft 1976 tätig.

## Schriften
- mit Helmut Schröcke: Mineralogie: ein Lehrbuch auf systematischer Grundlage, De Gruyter 1981
- mit H. Schröcke: Mineralien, Hamburg, Kronen-Verlag Cramer 1967 bis 1969 (Sammlung naturkundlicher Tafeln)
- mit Rupert Hochleitner, Henning von Philipsborn:  Minerale : Bestimmen nach äußeren Kennzeichen, Stuttgart: Schweizerbart, 3. Auflage 1996
- mit R. Hochleitner: Die Aufklärung der Steinsalzstruktur – ein Kapitel Wissenschaftsgeschichte. Veröffentlichungen zur Bayerischen Geschichte und Kultur 29/95. Haus der Bayerischen Geschichte Augsburg 1995